# Holger Rasmussen (arkitekt)
 Der er flere personer med dette navn, se Holger Rasmussen.
Niels Holger Rasmussen (20. februar 1871 i Slagelse – 29. november 1952 i København) var en dansk arkitekt. Hans hovedværk regnes for at være Den Danske Frimurerordens bygning (kaldet Stamhuset) på Blegdamsvej i København.

## Uddannelse
Han blev født i Slagelse som søn af jernstøber Rasmus Peter Frederik Rasmussen og Nielsine (Signe) Kristine Marie Løve. Holger Rasmussen kom i tømrerlære i Slagelse og blev tømrersvend 1890, hvorefter han gik på Teknisk Skole og tog afgang 1892. Han gik på Kunstakademiet i København 1892-1898 og vandt den lille guldmedalje 1903 (for en Børs). Han var ansat hos Vilhelm Klein 1893-94, hos Martin Nyrop 1893-94 og hos stadsarkitekt Ludvig Fenger 1894-1903.

## Karriere
Rasmussen var ansat hos Københavns Stadsarkitekt 1894-1903 og 1906-41 (1918-41 som afdelingsarkitekt). Han var også redaktør af Architekten 1911-16, medlem af Voldkommissionen til bevarelse af Københavns volde 1915, af kommissionen til Prinsessegadekvarterets ombygning 1916 og af Dansk Byplanlaboratoriums plenarforsamling 1921. Han var Ridder af Dannebrog.
Han modtog K.A. Larssens og Hustru L.M. Larssens født Thodbergs Legat 1896, Neuhausens præmie 1899 (sommerhus) og Akademiets stipendium 1903-05. For bl.a. disse midler var han i England og Skotland 1887, i Tyskland 1896, i Italien 1901, i Italien, Grækenland og Tyrkiet 1904-05, på Carlsbergfondets arkæologiske ekspedition til Rhodos 1905. Senere var han på adskillige rejser for Københavns Stadsarkitekt til England, Tyskland og Sverige.
Rasmussen giftede sig 24. april 1906 i København med Alfride "Frida" Dahl (19. marts 1880 i København – 22. maj 1978), plejedatter af professor, rektor Frederik Clemens Bendtsen Dahl og Constance Maria Døderlein.

## Udstillinger
Han udstillede værker på Charlottenborg Forårsudstilling 1899, 1902-04, 1906-07 og 1928, tegnede bygninger til Landsudstillingen i Århus 1909 og udstillede på Dansk Utställning, Liljevalchs, Stockholm 1918. Hans italienske skitser blev i 1993 udstillet på Kunstakademiets Arkitektskoles Bibliotek.

## Værker
- Kapel for L. Levy, Søllerød Kirkegård (1907)
- Tjenesteboliger for DSB (sammen med Christian Brandstrup): Dobbelthuse ved godsbanen, Otto Busses Vej, København (1908, 1912), enkelt- og dobbelthuse ved Charlottenlund, Holte, Skodsborg, Vedbæk, Snekkersten stationer (1909-12, præmierede, enkelte fredede)
- Forberedelsesskole, Dronning Margrethes Vej 6, Roskilde (1914, udvidet 1940 ved Hans Rahlff)
- Villa, Ulvemosevej 3, Rungsted Kyst (1914, havefacade ændret af Kai Lytthans 1940)
- Sommerhus, Kullen (1915)
- Den Danske Frimurerordens Stamhus, Blegdamsvej 23, København (1922-27, præmieret, konkurrence)
- Eget hus, Grøndalsvænge Allé 3, København (1922)

### Konkurrencer
- Gade- og bebyggelsesplan, Frederiksberg sdr. landdistrikt (1899, sammen med ingeniør J.T. Lundbye, præmieret)
- Ordning af Lille Lungegaardsvand mm., Bergen (1900, sammen md ingeniør A.E. Lund og J.T. Lundbye, præmieret)
- Gade- og bebyggelsesplan, Randers (1910, sammen med ingeniør A.E. Lund, præmieret)
- Frihedsstøttens omgivelser (1910, sammen med Egil Fischer og ingeniør O.K. Nobel, præmieret)
- Banegårdsterrænet, København (1911, sammen med samme, præmieret)
- Kirke, Århus (1913, konkurrence, præmieret)
- Regulering af Christianshavns Vold og bebyggelsesplan for Amager Fælled for Voldkommissionen (1913)

### Dekorative arbejder
- Gravminder for direktør J. Edsberg, Hellerup Kirkegård (1914), pastor E. Bruun, Vestre Kirkegård (København) (1915), læge E. Fraenkel, Sankt Mikkels Kirkegård, Slagelse (1919), professor F.C.B. Dahl, Assistens Kirkegård (1921), provst H.G. Hornbeck, Frederiksberg Ældre Kirkegård (1934)
- Møbler til Den Danske Frimurerorden og sølvarbejder

### Skriftlige arbejder
- "Orientalske Rejsebilleder" i: Architekten 1905-06, 549-59, 565-69.